# Jasminka Domaš
Jasminka Domaš hrvatska je spisateljica, novinarka  i znanstvenica židovskog podrijetla. Živi i radi u Zagrebu. Novinarka na Hrvatskom radiju.
Rođena u Banjoj Luci. Diplomirala politologiju na Sveučilištu u Zagrebu. Magistrirala je biblijski i suvremeni judaizam. Specijalizirala se za problematiku nacionalnih manjina i međureligijske odnose. Suradnica je mnogih domaćih i stranih časopisa. S područja judaizma objavila je više od tri stotine priloga. Gost je predavač na Filozofskom fakultetu Družbe Isusove u Zagrebu - Studij religijske kulture. Od 1995. do 1998. godine snimila je više od dvije stotine dokumentarnih svjedočanstava za američku Zakladu za vizualnu povijest Preživjeli svjedoci holokausta, čiji je osnivač i predsjednik Steven Spielberg. 
Članica je Svjetske konferencije religija za mir, hrvatskog PEN-a i Hrvatskog društva pisaca. Obnašala je razne dužnosti u Židovskoj općini Zagreb, te i nadalje obnaša u Kulturnom društvu "Miroslav Šalom Freiberger", Hrvatskom helsinškom odboru, Udruzi za vjersku slobodu u Republici Hrvatskoj gdje je i predsjednica udruge te Bet Israelu gdje obnaša dužnost glasnogovornice.

### Obitelj
Knjigu Obitelj objavili su židovsko Kulturno društvo " Miroslav Šalom Freiberger" i Novi liber iz Zagreba 1996. godine. Hrvatski kulturni centar iz Eisenstadta, uz potporu austrijskog saveznog kancelarstva i vlade Burgenlanda knjigu je objavio na njemačkom i engleskom jeziku 2002. godine. U toj knjizi J. Domaš je istražila povijest i sadašnjost židovske zajednice u Hrvatskoj i njezinu ukorijenjenost u kulturu, gospodarski i duhovni život Hrvatske i Europe.

### Šabat šalom
Šabat šalom je zbirka eseja iz židovske religije, objavljena 1999. Zagreb, Židovska općina Zagreb i KD „Miroslav Šalom Freiberger“.

### Biblijske priče
Biblijske priče - prinos razumijevanju biblijskih značenja, izdavači : Židovska općina Zagreb i KD " M.Š Freiberger " Zagreb, 2000. Biblijski tekstovi nisu samo osnovica za vjerničko židovstvo i kršćanstvo te u velikoj mjeri i za islamsku religiju nego se mogu promatrati i kao glavna sastavnica zapadne civilizacije. Uz vjerodostojne izvore i tumačenja u knjizi se razotkriva stvarna dubina značenja biblijskih priča.

### Rebeka u nutrini duše
Roman Rebeka u nutrini duše objavljen je na hrvatskom jeziku u izdanju Židovske općine Zagreb i KD "M. Šalom Freiberger " 2001., a na talijanskom 2003. godine u izdanju nakladničke kuće La mongolfiera te na njemačkom jeziku u izdanju austrijskog kitab- verlaga. Rebeka simbolizira sudbinu Židova u Holokaustu, ali uključuje i bitno pitanje današnjice: je li dovoljno biti različit pa da se ljudsko biće pretvori u žrtvu. To je ujedno i potresan zapis o ljubavi, vjeri i nadi.

### Židovska meditacija
Židovska meditacija - istraživanja mističnih staza judaizma djelo je objavljeno 2003. godine u izdanju MISL iz Zagreba, biblioteka: Religio. Židovska gnoza stara je preko dvije tisuće godina, od židovskoga gnosticizma na prijelazu u novu eru, Mekavah misticizma zasnovanoga na Ezekijelovoj viziji do Kabale utemeljene u 12. i 13. stoljeću u Španjolskoj i južnoj Francuskoj. U toj knjizi Jasminka Domaš daje pregled različitih meditativnih tehnika uz tumačenje mnogih pojmova iz židovskog misticizma. U knjizi je i kabalistički rječnik.

### Knjiga o ljubavi ili kako sam srela Anu Frank
Knjiga o ljubavi ili kako sam srela Anu Frank, Židovska općina Zagreb, 2004. Riječ je o romanu koji se bavi ulogom žene u suvremenom društvu. Ujedno je i vrlo zanimljiv vodič po Amsterdamu i sjećanje na Anu Frank sa svim pitanjima vezanim uz Holokaust i stradanje.

### Kabalističke poruke
Kabalističke poruke, objavljene u Zagrebu 2006. MISL. U kratkoj i poučnoj formi autorica otvara za čitatelje hermetizam židovske mistične misli.

### 72 imena Boga
72 imena Boga, sastoji se od 72 meditacije. Knjiga je objavljena 2008. Zagreb, nakladnici Židovska vjerska zajednica Bet Israel i POP&POP.

### Nebo na zemlji
Nebo na zemlji, izdavači Fraktura, Bet Israel, Zagreb,2010. Roman o obiteljskoj kronici o tri generacije žena od kojih se svaka bori ostvariti svoj život na najbolji način.

### I BOG moli
I BOG moli, nakladnici Bet israel i Stajer Graf, Zagreb, 2013. To jedinstveno djelo  veoma je vrijedan prinos istraživanju usmene židovske predaje kakav u Hrvatskoj dotad nije objavljen.

### Žena sufi
Žena sufi, Zagreb,2014., nakladnici Bet Israel, Biokova. Zbirka poezije na hrvatskom i engleskom jeziku o metafizici svakodnevice.

### Dan po dan
Dan po dan - židovska duhovnost, Litteris i Bet israel, Zagreb, 2014. Prilozi u knjizi govore o biti židovske duhovnosti u sklopu istraživanja mističnih staza judaizma. Knjiga je poput duhovne mape koja pruža čitateljima sigurnost u nesigurnom svijetu. Priskrbila si je veliku popularnost kod čitalačke publike.

### Glasovi, sjećanja, život
Glasovi, sjećanja, život, Bet Israel i Biokova, Zagreb, 2015. Djelo je prilog istraživanju povijesti židovskih obitelji i ukazuje na veoma vrijednu i raritetnu dokumentarno-povijesnu građu. U jednom svom dijelu  obrađuje i stradanje židovskih obitelji u Holokuastu na ovim prostorima.

### Duša je nebo
Duša je nebo, sunakladnici Litteris i Bet Israel, Zagreb, 2016. Zbirka je duhovne poezije, istančani, profinjeni stihovi. Autorica je tom poezijom potvdila svoju samosvojnost unutar književnog korpusa u Hrvatskoj.

### Izabrana; Život Edith Stein
Izabrana, život Edith Stein, Litteris, Bet Israel, Zagreb, 2017. Riječ je o filozofsko teološkom romanu i životu poznate karmelićanke židovskog podrijetla. Zbog svojih židovskih korijena  ubijena je u logoru smrti Auschwitz. Autorica u romanu  postavlja niz pitanja o svijetu o kojem živimo pa i o pojmu skrivenog Boga u vrijeme velike nevolje.

### Ako tebe zaboravim
Ako tebe zaboravim, Litteris, Bet Israel, Zagreb, 2018. U toj monografiji kroz duga povijesna razdoblja pratimo krnologiju židovskih obitelji u Hrvatskoj. Dio je trilogije zajedno s povijesno dokumentarnim knjigama Obitelj-mišpaha i Glasovi, sjećanja, život. U svim navedenim knjigama nalazimo niz raritetnih fotografija. Važan dio svjedočenja u tim knjigama odnosi se na razdoblje Holokausta.

### Šalom Zagreb
Šalom Zagreb, poetska je zbirka uz umjetničke fotografije Davora Golla snimljene u sinagogi. Nakladnici: Bet Israel i Skener studio d.o.o., Zagreb, 2019.

### Kadišl i nebeski putnici
Kadišl i nebeski putnici roman je o stradanju Židova u Zagrebu u vrijeme NDH. 2022. HNK u Varaždinu prema tom romanu uprizorilo je istoimenu predstavu. Nakladnici: Litteris i Bet Israel, Zagreb, 2020.

### Šutljivi tumač snova
Šutljivi tumač snova je poetska zbirka uglavnom religioznog pjesništva. Na tom području Jasminku Domaš možemo samo usporediti s dvije najveće izraelske pjesnikinje Zeldom Schneurson i Leom Goldberg.  Nakladnici: Litteris i Bet Israel, Zagreb, 2022.